# Volley Treviso 1991-1992
Questa voce raccoglie le informazioni riguardanti il Volley Treviso nelle competizioni ufficiali della stagione 1991-1992.

## Stagione
L'annata vide la Sisley, tra le favorite della vigilia per la vittoria dello scudetto, chiudere al secondo posto la regular season della Serie A1, a pari punti con Parma; nei play-off i trevigiani, dopo avere faticato più del dovuto per superare la matricola spoletina Marconi ai quarti di finale, si spinsero fino alle semifinali dove, ripetendosi il copione della stagione precedente, vennero eliminati dai campioni uscenti di Porto Ravenna.
Gli Orogranata si classificarono terzi in Coppa Italia, dove caddero in semifinale contro il Gonzaga Milano per poi fare loro la finale di consolazione contro i succitati ravennati.

## Organigramma societario
Area direttiva
- Presidente: Giorgio Buzzavo
- Vicepresidente: Gianni Cinotti

Area organizzativa
- Segretario: Michele De Conti
- Direttore sportivo: Bruno Da Re
- Dirigente accompagnatore: Michele De Conti

Area comunicazione
- Addetto stampa: Maria Pia Zorzi
- Responsabile relazioni esterne: Bruno Da Re

Area tecnica
- Allenatore: Gian Paolo Montali
- Allenatore in seconda: Guido Ciccarone
- Preparatore atletico: Juan Carlos De Lellis

Area sanitaria
- Medico sociale: Vittorio Caloi
- Massaggiatore: Ennio Zaffalon

## Rosa

Paolo Tofoli serve un primo tempo al neoacquisto Paolo Merlo

| N° | Nome             | Ruolo | Data di nascita  | Nazionalità sportiva |
| -- | ---------------- | ----- | ---------------- | -------------------- |
| 1  | Giuliano Agazzi  | S     | 6 luglio 1968    | Italia               |
| 2  | Liano Petrelli   | S     | 24 marzo 1965    | Italia               |
| 3  | Fabio Berto      | C     | 20 febbraio 1974 | Italia               |
| 5  | Paolo Tofoli     | P     | 14 agosto 1966   | Italia               |
| 6  | Dimo Tonev       | C     | 2 luglio 1964    | Bulgaria             |
| 7  | Raúl Quiroga     | S     | 26 gennaio 1962  | Argentina            |
| 8  | Paolo Merlo      | C     | 12 ottobre 1965  | Italia               |
| 9  | Lorenzo Bernardi | S     | 11 agosto 1968   | Italia               |
| 10 | Luca Cantagalli  | S     | 8 dicembre 1965  | Italia               |
| 11 | Andrea Brogioni  | P     | 29 gennaio 1968  | Italia               |
| 12 | Steven Silvestri | O     | 17 maggio 1970   | Canada               |
| 15 | Giuseppe Loro    | C     | 31 ottobre 1967  | Italia               |